# Brachycefalia
Brachycefalia (pochodzi od starogreckiego βραχύς, „krótki” i κεφαλή, „głowa”) – kształt czaszki krótszej niż przeciętna u danego gatunku. Jest postrzegana jako cecha pożądana pod względem estetycznym u niektórych udomowionych ras psów i kotów, zwłaszcza u mopsów i persów.
U ludzi brachycefalia może objawiać się zarówno jako patologia, jak i nie, będąc wynikiem normalnej zmienności ludzkiej. Występuje z wyższą częstością u Mongołów i Andamańczyków.
W antropologii populacje ludzkie zostały scharakteryzowane jako dolichocefaliczne (długogłowe), mezocefaliczne (umiarkowane) lub brachycefaliczne (krótkogłowe). Przydatność wskaźnika głowowego została zakwestionowana przez Giuseppe Sergiego, który argumentował, że morfologia czaszki zapewnia lepszy sposób modelowania pochodzenia rasowego.
W formie patologicznej, brachycefalia nazywana jest zespołem płaskiej głowy i wynika z przedwczesnego zespolenia szwów wieńcowych lub z deformacji zewnętrznej. Szew wieńcowy łączy kość czołową z dwiema kośćmi ciemieniowymi czaszki. Kości ciemieniowe tworzą górę i boki czaszki. Ta cecha może być również objawem zespołu Downa.

## Brachycefalia u zwierząt domowych
U zwierząt domowych brachycefalia opisuje typ czaszki o wysokim wskaźniku głowowym, na przykład u psów z zadartym nosem, takich jak mopsy, Shih Tzu, oraz buldogi i koty, takie jak perski, egzotyczny i himalajski.  Chociaż produkcja i hodowla zwierząt brachycefalicznych jest kosmetycznie pożądaną cechą określonych ras kotów i psów, to w wielu jurysdykcjach uważa się to za znęcanie się nad zwierzętami. Wynika to z faktu, że u zwierząt o znacznie skróconych czaszkach często rozwija się brachycefaliczny zespół obturacyjny dróg oddechowych. Powoduje on trudności w oddychaniu, co wywołuje hipertermię wynikającą z niewystarczającej zdolności chłodzenia oraz częste infekcje rogówki i gruczołów łzowych. Oprócz tego szczenięta i kocięta brachycefaliczne charakteryzują się również wysoką śmiertelnością prenatalną (przedurodzeniową).

## Diagnoza

### Schorzenia z brachycefalią
- Aspartyloglikozaminuria
- Choroba Strümplla
- Dysplazja czołowo-nosowa
- Dysplazja obojczykowo-czaszkowa, forma recesywna
- Mikrocefalia
- Wrodzona łamliwość kości

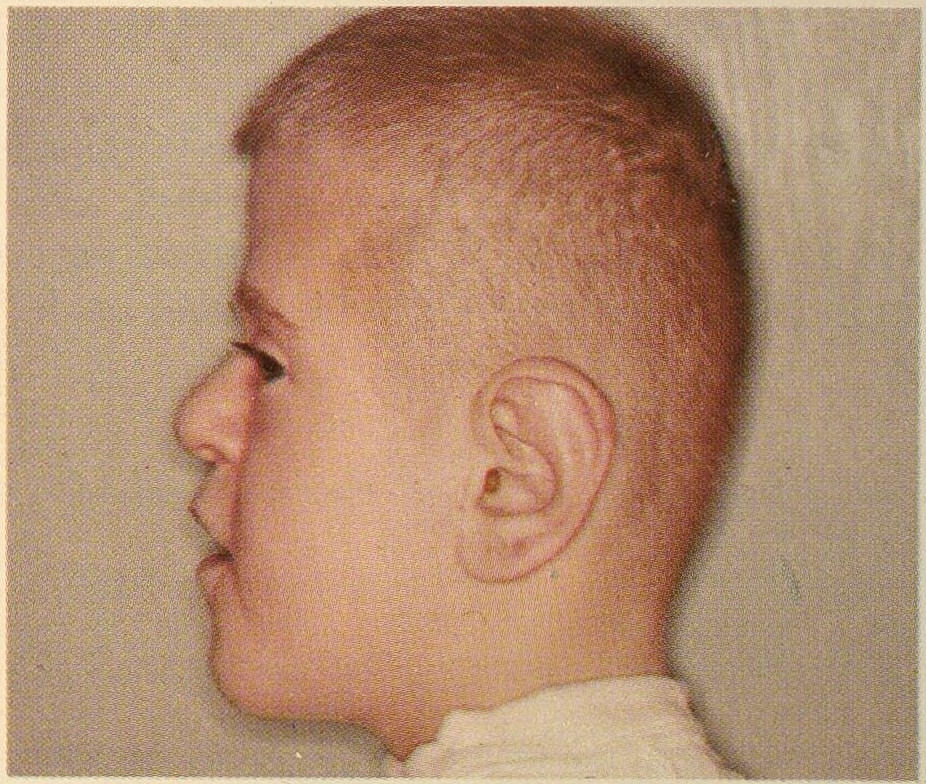
Zespół Angelmana
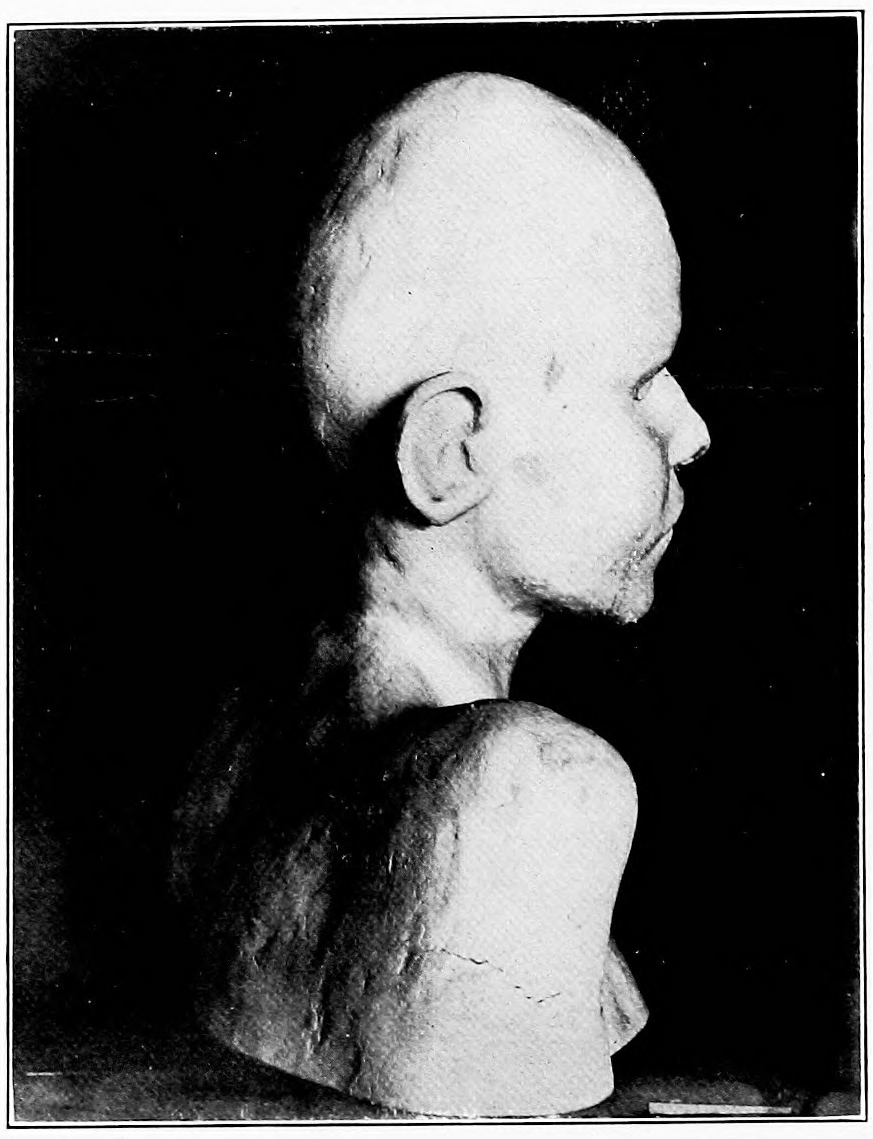
Mikrocefalia

- Zespół Antleya-Bixlera
- Zespół Aperta
- Zespół Axenfelda-Riegera
- Zespół Bardeta-Biedla
- Zespół Coffina-Siris
- Zespół Cornelii de Lange
- Zespół Crouzona
- Zespół Downa
- Zespół Ehlersa-Danlosa
- Zespół Franka-ter Haara
- Zespół Hallermanna-Streiffa
- Zespół KBG
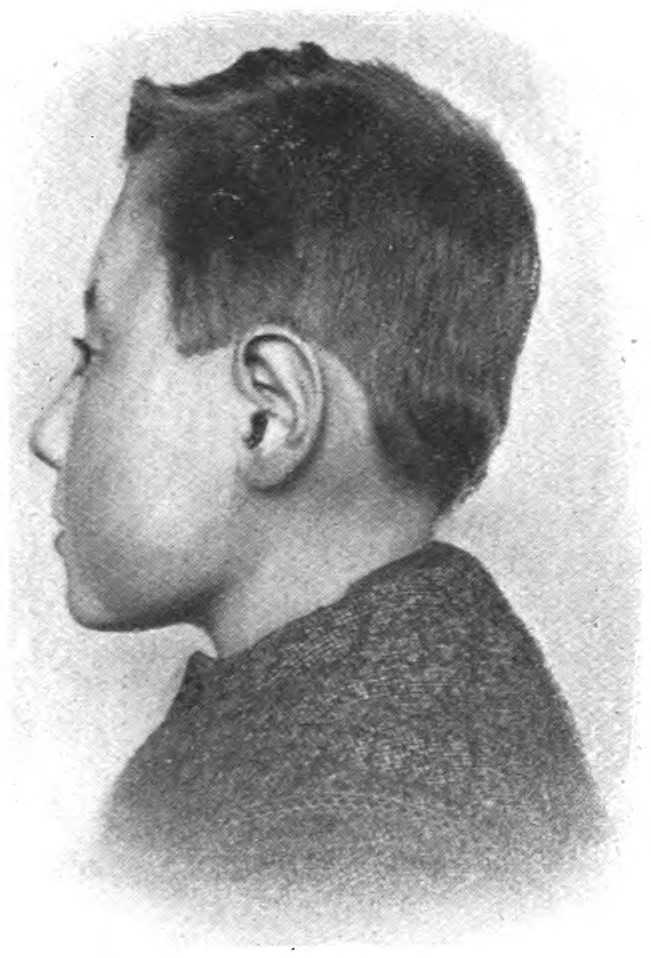
Zespół Sæthrego-Chotzena
- Zespół Smith-Magenis
- Zespół Weilla-Marchesaniego

- Zespół Aperta
- Mikrocefalia
- Zespół Saethre'a-Chotzena

## Leczenie
U ludzi brachycefalię można skorygować za pomocą ortez (kasków) do ponownego formowania czaszki, które zapewniają bezbolesny całkowity kontakt na wystających obszarach czaszki i pozostawiają puste przestrzenie na spłaszczonych obszarach, zapewnia to ścieżkę dla bardziej symetrycznego wzrostu czaszki. Leczenie trwa zazwyczaj 3–4 miesiące, ale różni się w zależności od wieku niemowlęcia i nasilenia asymetrii czaszki.
Jednakże badania które zostały przeprowadzone przez naukowców z Holandii, dotyczące terapii kaskami w łagodnych i umiarkowanych przypadkach brachycefalii, wykazały, brak znaczącej różnicy pomiędzy niemowlętami leczonymi kaskami a niemowlętami pozostawionymi bez leczenia. Wszyscy rodzice niemowląt leczonych kaskami potwierdzili występowanie negatywnych skutków ubocznych, takich jak podrażnienie skóry i pocenie się. Badanie zostało skrytykowane przez Amerykańskie Towarzystwo Ortotyczne i Protetyczne w liście do „New York Times”. W piśmie zauważono, że badanie skupiało się wyłącznie na łagodnych i umiarkowanych przypadkach, stwierdzając, że noszenie kasku może być nadal przydatne w cięższych przypadkach. W piśmie skrytykowano także niski wskaźnik uczestnictwa (21%) w randomizowanym badaniu i zauważono, że częstość występowania problemów z dopasowaniem w badaniu, wynosząca 73%, „wydaje się bardzo wysoka”.